# Marike Steinacker
Marike Steinacker (3 de abril de 1992) es una deportista de Alemania que compite en atletismo. Ganó una medalla de plata en el Campeonato Europeo de Atletismo por Equipos de 2021, en la prueba de lanzamiento de disco.